# Hosszúcsőrű szúnyogkapó
A hosszúcsőrű szúnyogkapó (Ramphocaenus melanurus) a madarak osztályának a verébalakúak (Passeriformes) rendjéhez és a szúnyogkapófélék (Polioptilidae) családjához tartozó Ramphocaenus nem egyetlen faja.

## Előfordulása
Mexikó, Belize, Costa Rica, Salvador, Honduras, Nicaragua, Panama, Bolívia, Brazília, Kolumbia, Ecuador, Francia Guyana, Guatemala, Guyana, Peru, Suriname, Trinidad és Tobago, valamint Venezuela területén honos. A természetes élőhelye szubtrópusi és trópusi síkvidéki esőerdők és cserjések, valamint erősen leromlott egykori erdők.

## Alfajai
- Ramphocaenus melanurus albiventris
- Ramphocaenus melanurus amazonum
- Ramphocaenus melanurus ardeleo
- Ramphocaenus melanurus austerus
- Ramphocaenus melanurus badius
- Ramphocaenus melanurus duidae
- Ramphocaenus melanurus griseodorsalis
- Ramphocaenus melanurus melanurus
- Ramphocaenus melanurus obscurus
- Ramphocaenus melanurus pallidus
- Ramphocaenus melanurus panamensis
- Ramphocaenus melanurus rufiventris
- Ramphocaenus melanurus sanctaemarthae
- Ramphocaenus melanurus sticturus
- Ramphocaenus melanurus trinitatis

## Megjelenése
Testhossza 12 centiméter, testtömege 8.5–10 gramm.

## Szaporodása
Fészekalja 2 tojásból áll, melyen 17 napig kotlik.